# Fnasmålla
Fnasmålla (Atriplex lasiantha) är en amarantväxtart som beskrevs av Pierre Edmond Boissier. Fnasmålla ingår i släktet fetmållor, och familjen amarantväxter. Arten förekommer tillfälligt i Sverige, men reproducerar sig inte.